# Гарда (озеро)
Га́рда (італ. Lago di Garda) — найбільше озеро в Італії, розташоване поблизу південного підніжжя Альп в улоговині льодовиково-тектонічного походження.
Довжина озера складає 54 км., ширина від 3 до 16,7 км. Площа поверхні озера — 370 км², глибина — до 346 м, озеро судноплавне. З нього витікає річка Мінчо, що є лівою притокою річки По. В озеро впадає річка Аріль, яку вважають найкоротшою річкою в країні.
Улоговина озера є тектонічною западиною, обробленою плейстоценовими кінцевими льодовиками. Північна, вузька й довга частина озера нагадує фіорд при висотах, що обрамляють її хребти до 2000 м, південна — ширша, складена моренними відкладеннями. Озеро укрите від холодних вітрів, і його прибережна зона відрізняється м'яким кліматом та пишною рослинністю середземноморського типу. Найбільший острів на озері — Гарда. З риб поширені італійська форель, пструг струмковий, головень, короп, звичайний вугор, минь, тріска, щука звичайна, окунь звичайний і лин.

## Курорти та розваги

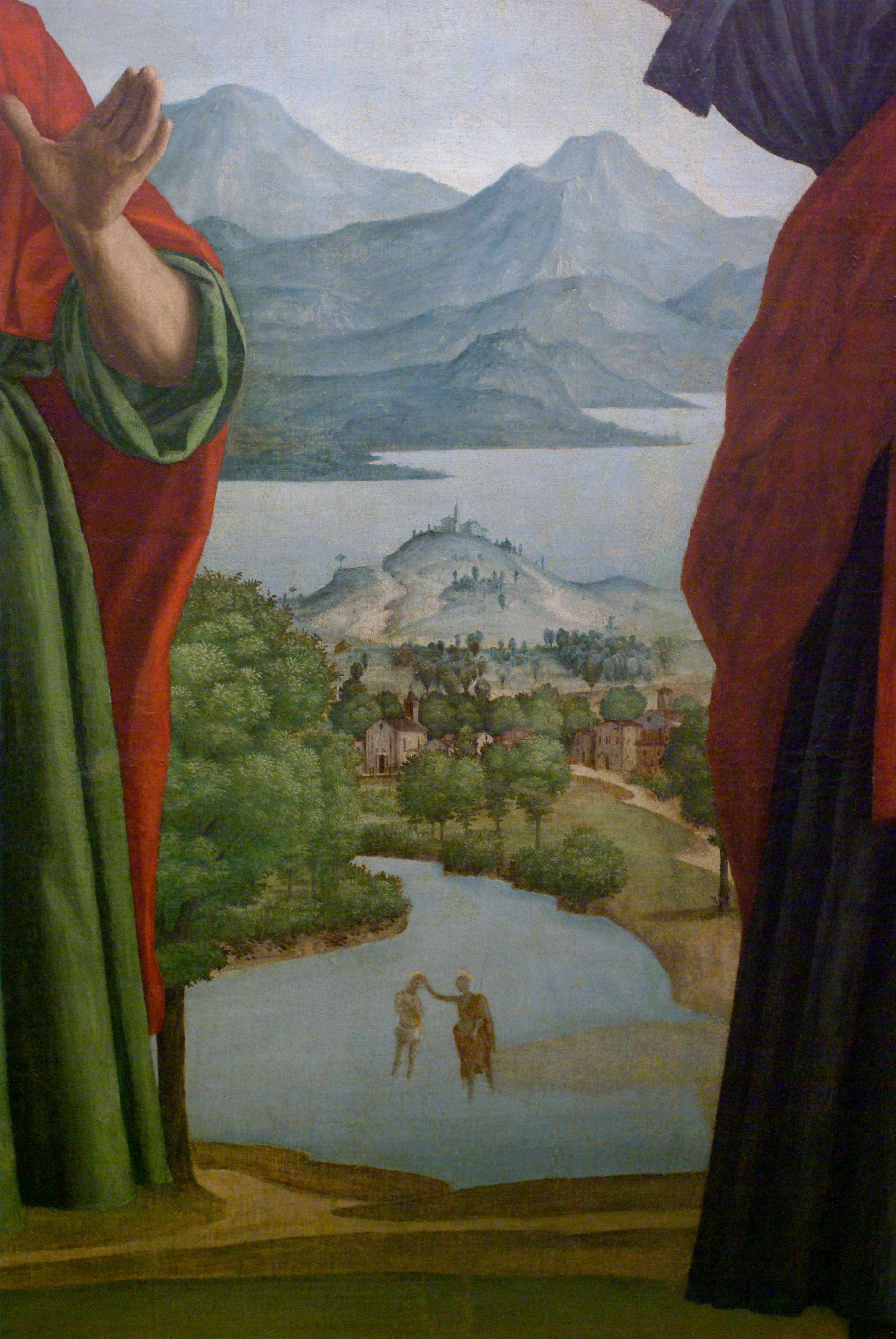
View of south lake near Peschiera del Garda (Verona, Italy) (probably with Lake Frassino or River Mincio), at the top off the painting are the mountains of Brescia (Italy). Painted after 1533 by Girolamo dai Libri.

На берегах озера розташовані курорти, найвідомішими з яких є Гарда, Сірміоне, Дезенцано-дель-Гарда, Бардоліно, Мальчезіне, Ріва-дель-Гарда. На східному березі озера створений резерват Гардезана-Орієнталь.
На озері Гарда знаходиться найбільший парк дитячих розваг Італії — Гардаленд, а також океанаріум Seaworld, аквапарк Canevaworld, парк розваг Мувіленд. Розвинені судноплавство, рибальство, туризм.

## Галерея

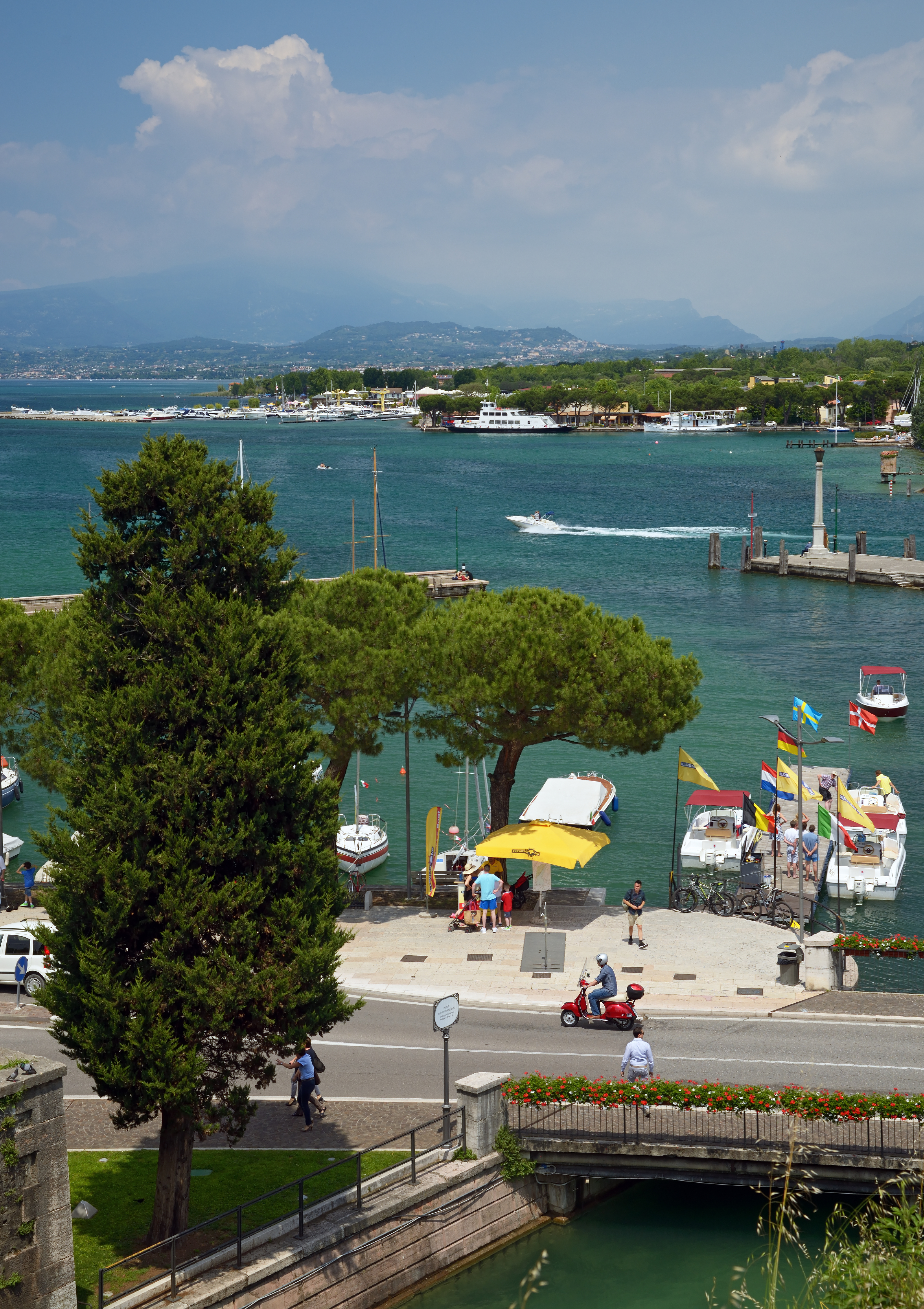
Погляд на озеро Гарда від Печієра дель Гарда
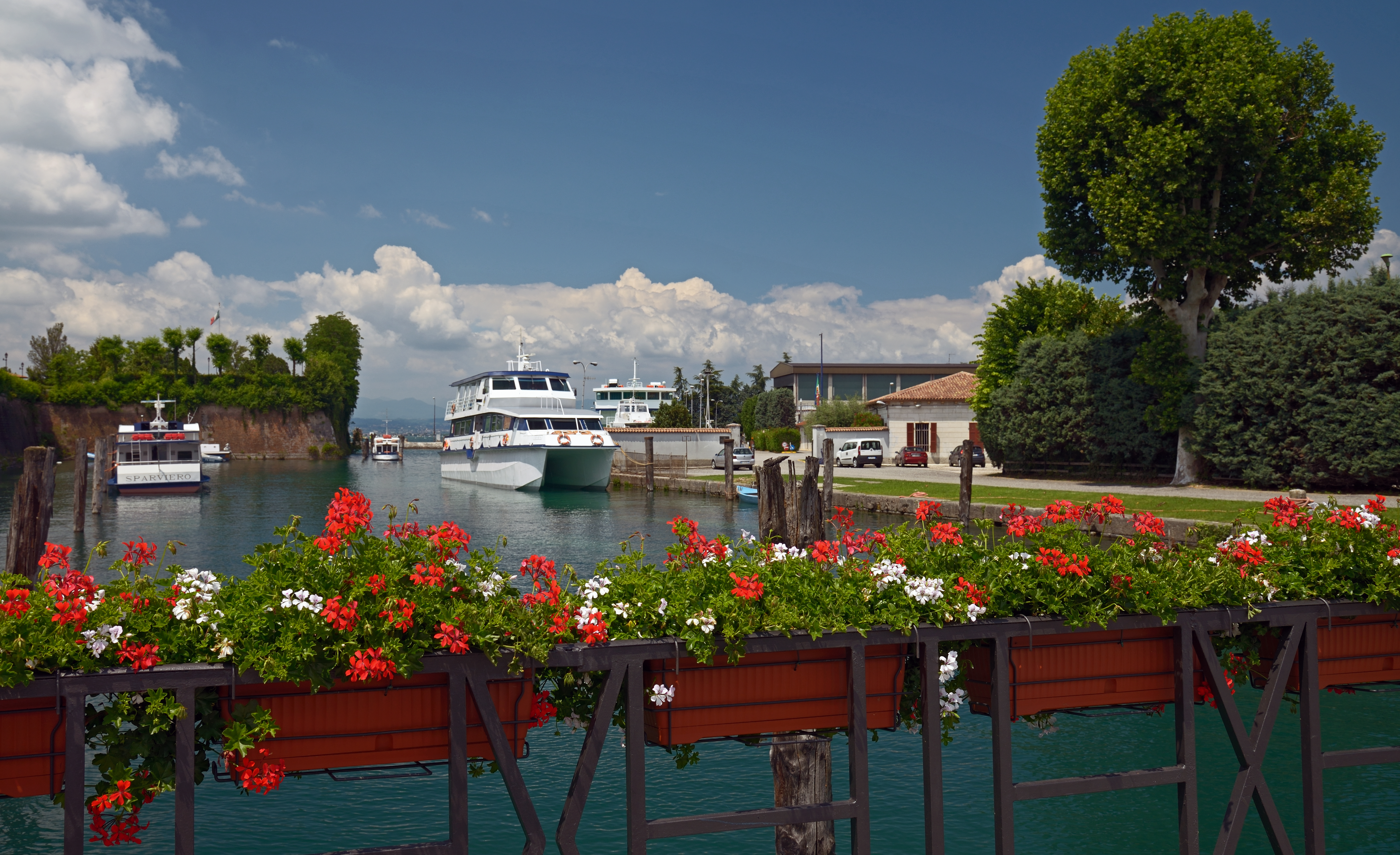
Квіти на причалі Печієра дель Гарда